# Miedes de Atienza
Miedes de Atienza ist ein zentralspanischer Ort und eine Gemeinde (municipio) mit nur noch 59 Einwohnern (Stand: 2024) im äußersten Norden der Provinz Guadalajara in der Autonomen Region Kastilien-La Mancha. Die Gemeinde gehört zur dünnbesiedelten Region der Serranía Celtibérica. Miedes de Atienza liegt an der einst häufig von Händlern und Pilgern genutzten Ruta de la Lana und am erst in der zweiten Hälfte des 20. Jahrhunderts aus touristischen Gründen entwickelten Camino del Cid.

## Lage und Klima
Der knapp 1155 m hoch gelegene Ort Miedes de Atienza liegt auf der Südseite des Iberischen Gebirges im Quellgebiet zahlreicher Bäche, aus denen sich der Río Cañamares, ein Nebenfluss des Río Henares, bildet. Die Provinzhauptstadt Guadalajara ist ca. 100 km (Fahrtstrecke) in südlicher Richtung entfernt; die sehenswerte Kleinstadt Atienza liegt gut 13 km südöstlich. Das Klima im Winter ist gemäßigt, im Sommer dagegen warm bis heiß; die eher geringen Niederschlagsmengen (ca. 510 mm/Jahr) fallen – mit Ausnahme der nahezu regenlosen Sommermonate – verteilt übers ganze Jahr.

## Bevölkerungsentwicklung
| Jahr      | 1857 | 1900 | 1950 | 2000 | 2019 |
| Einwohner | 518  | 943  | 555  | 99   | 59   |

Aufgrund der Mechanisierung der Landwirtschaft, der Aufgabe bäuerlicher Kleinbetriebe und des daraus resultierenden Verlusts von Arbeitsplätzen auf dem Lande ist die Einwohnerzahl der Gemeinde seit der Mitte des 20. Jahrhunderts stark rückläufig (Landflucht).

## Wirtschaft
Aufgrund der Höhenlage der Gemeinde war die Feldwirtschaft nur sehr eingeschränkt möglich. Man widmete sich deshalb – vorrangig zur Selbstversorgung – der Viehwirtschaft, deren haltbare oder haltbar gemachte Produkte (Tierhäute und Wolle sowie Käse und Würste) bei fahrenden Händlern auf der Ruta de la Lana getauscht oder an diese verkauft wurden.

## Geschichte

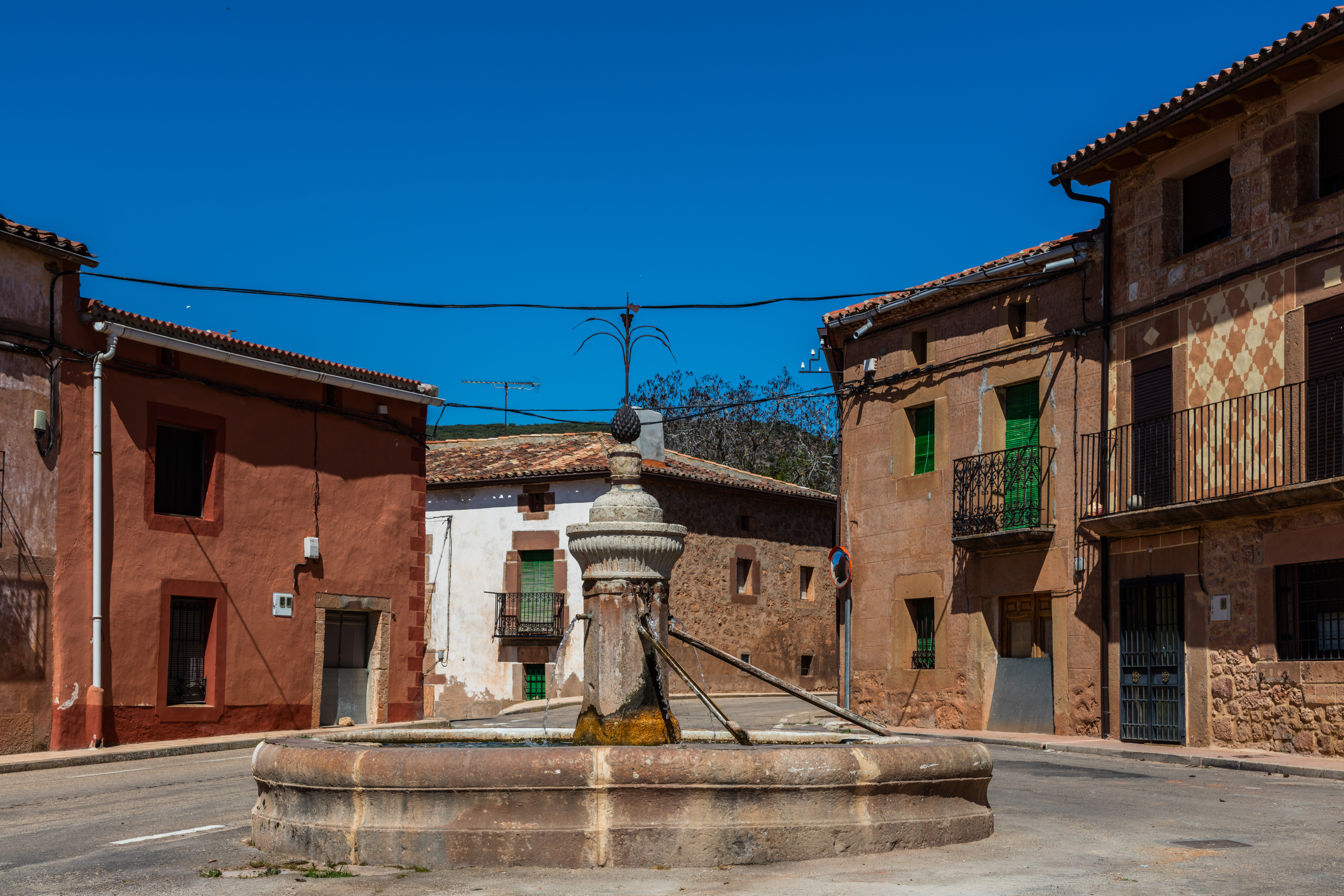
Rollo de la Justicia

Der Ursprung des Ortes liegt im Dunkeln. Ursprünglich war der Platz wahrscheinlich nur eine Sommerweide für die Schafherden aus den Tallagen. Wohl erst nach der Rückeroberung (reconquista) der Region durch Alfons VI. von León im ausgehenden 11. Jahrhundert entwickelte sich ein Ort, der im Hochmittelalter erstmals urkundlich erwähnt wird.

## Sehenswürdigkeiten
- Die mit Ausnahme der Ecksteine nahezu ausschließlich aus Bruchsteinen gebauten Häuser des Ortes verleihen ihm ein recht einheitliches Bild. Einige Häuser – darunter auch das heutige Rathaus – tragen steinerne Wappenschilde.
- Von der bereits im 13. Jahrhundert erbauten Iglesia de la Natividad de la Santísima Virgen sind nur noch Teile der drei Apsiden erhalten. Das Kirchenschiff (nave) wurde im ausgehenden 18. Jahrhundert erneuert und im Innern weiß verputzt. Beachtenswert sind die drei Barockaltäre.
- Der untere Teil einer ehemaligen Gerichtssäule (rollo) ist in ein Brunnenbecken integriert worden.